# Земельная реформа

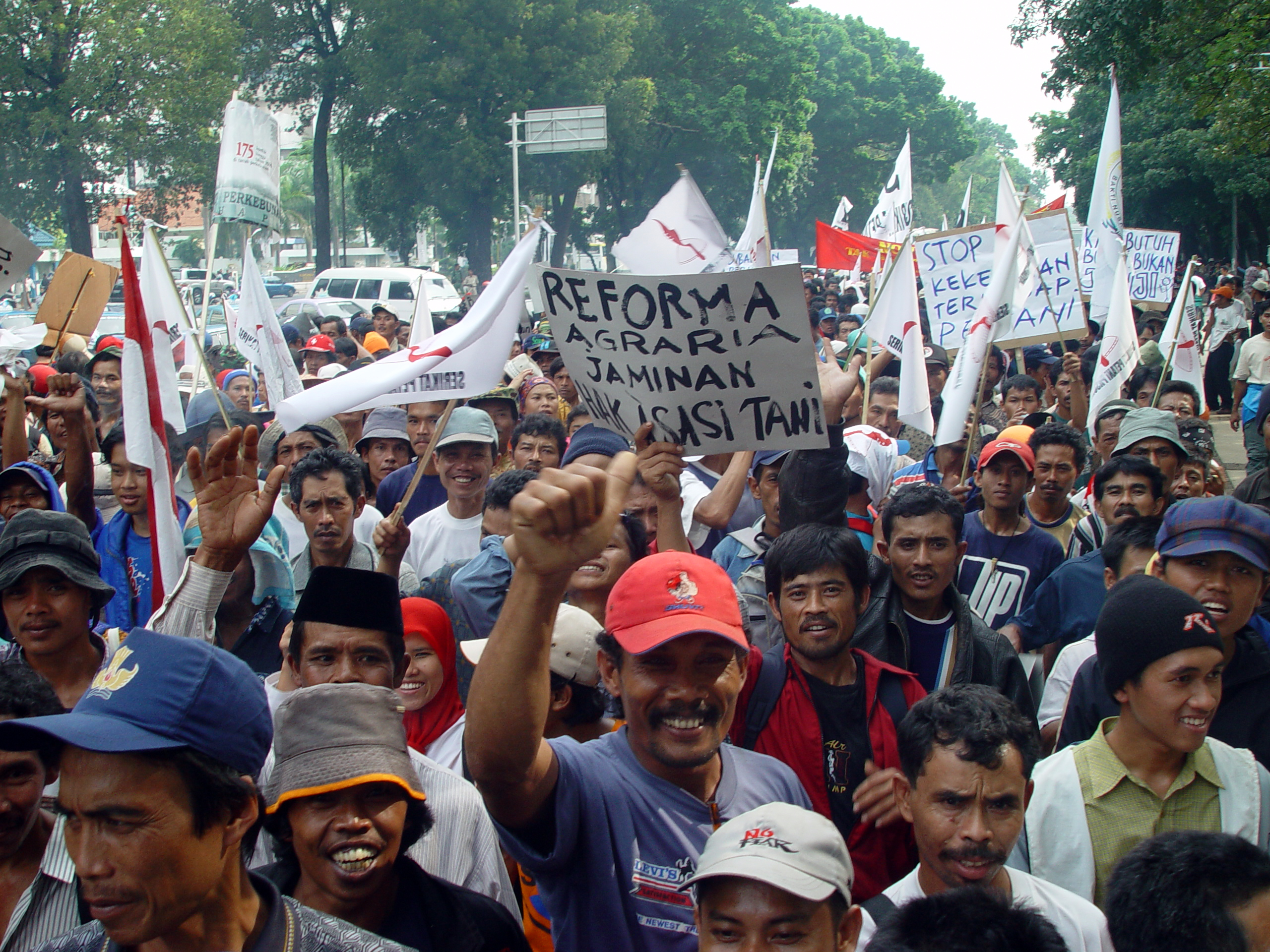
Индонезийские крестьяне требуют права на землю в Джакарте

Земельная реформа, аграрная реформа — комплекс правовых, экономических, технических и организационных мероприятий, направленных на обеспечение совершенствования земельных отношений, переход к новому земельному строю. При проведении земельной реформы существенно меняются формы собственности на землю, структура землевладения и землепользования в аграрной сфере.
В государствах Европы земельные реформы в XVIII веке начинались с провозглашения личной свободы крестьян и отмены крепостного права. Такие реформы были проведены в Бадене в 1783 году маркграфом Карлом-Фридрихом, в Дании и Норвегии в 1786—1790 годах. В 1790-х годах подобные реформы были проведены и в ряде других немецких государств (Бавария, Гогенцоллерн-Гехинген).
В большинстве европейских стран ликвидация феодальных отношений растянулась на многие десятилетия и проводилась на условиях, которые были максимально выгодны для землевладельцев-дворян, и невыгодны для крестьян. Во многих странах вводился выкуп феодальных повинностей и платежей. Особенно тяжёлым он оказался для крестьян Пруссии. Там заключение соглашений о выкупе продолжалось до начала XX века, а выплата выкупных платежей закончилась лишь в 1932 году.
В восточной части Европы крупное землевладение сохранялось дольше, чем в западной, и крестьянский вопрос там был более острым. Так, в 1803 году 28 боярским семействам принадлежала 1/3 всей территории Дунайских княжеств. Парижский трактат 1856 года требовал пересмотра отношений между помещиками и крестьянами. В этих условиях первый князь объединенных княжеств Молдавии и Валахии Александр Куза провел в 1864 году аграрную реформу. Было отменено крепостное право, ликвидированы натуральные повинности в пользу помещиков и барщина. Крестьяне были наделены за выкуп землей. Они получили ¼ всего земельного фонда страны, ¾ остались у бояр и государства. В 1917—1921 годах в Румынии была проведена новая земельная реформа, в результате которой у крупных собственников было отчуждено свыше 6 млн гектаров, из них в руки крестьян перешло около 50 %, а остальные земли были либо переданы монастырям, школам и т. п., либо удержаны государством для других целей.
Земельные реформы, проведённые в Румынии, Польше, Чехословакии, Венгрии, Болгарии, в западных областях Королевства сербов, хорватов и словенцев после Первой мировой войны, не покончили с крупным землевладением феодального происхождения, хотя и существенно ограничили его. В странах Центральной Европы и Балкан окончательно вопрос о земле был решен в пользу крестьян после Второй мировой войны, когда большая земель перешла в руки крестьян, а меньшая часть — в государственную собственность. На рубеже 1940-50-х годов в этих странах началась коллективизация по советскому образцу. В полном объёме она была осуществлена в Чехословакии и Болгарии, тогда как в Польше и Югославии большая часть земли осталась у крестьян. В 1990-е годы в Чехословакии и Болгарии землю вновь передали в частную собственность.
Земельный вопрос также был достаточно острым на юге Италии и в Греции. В Италии в 1950—62 годах 113 тыс. крестьянских семей получили около 1200 тыс. га земли (государство выкупало земли у помещиков и продавало их крестьянам в рассрочку на 30 лет). В Греции закон о земельной реформе, согласно которому экспроприации на основе выкупа подлежали владения размером более 50 га, был принят в 1951 году.
Острым аграрный вопрос был и в Латинской Америке. В результате Мексиканской революции 1910-17 годов, Гватемальской революции 1944-54 годов, Кубинской революции 1959 года в соответствующих странах были проведены земельные реформы в пользу крестьян. Земельные реформы проводились также в Боливии (1955 год), Колумбии (1961 год), Венесуэле (1960 год). Земельные реформы в Чили и некоторых других странах Латинской Америки в 1950—60-е годы предусматривали лишь распределение среди безземельных и малоземельных крестьян пустующих земель государственного фонда.
После Второй мировой войны земельные реформы были проведены также в ряде развивающихся странах Азии и Африки: в Индии (1952—61 годы), Пакистане (1950—59 годы), на Филиппинах (1955 и 1963 годы), в Индонезии (1960—65 годы), Бирме (1948, 1963, 1965 годы), в ОАР (1952, 1961, 1964 годы). В Японию в 1946—49 годах земельную реформу на основе выкупа земли у помещиков с последующей продажей её малоземельным крестьянам (предоставлялась рассрочка на 30 лет из расчёта 3,2 % годовых) осуществили американские оккупационные власти. Ликвидация помещичьего землевладения в тех странах Азии, где произошли социалистические революции (Китай, Вьетнам, Северная Корея, Монголия), сопровождалось коллективизацией.

## Ссылка
- Македонская Н. В., Саковская А. Д. Проблема реформирования земельных отношений в Украине // Научные интернет-конференции